# Oksana Akińszyna
Oksana Akińszyna ros. Оксана Александровна Акиньшина (ur. 19 kwietnia 1987 w Leningradzie) – rosyjska aktorka.
Jej debiutem na ekranie była rola Swiety Morozowej w filmie Córki mafii Sergieja Bodrowa Jr. z 2001 roku. Za tę rolę otrzymała nagrodę dla najlepszej aktorki na Międzynarodowym Festiwalu Filmowym w Bratysławie. W roku 2002 była nominowana do Europejskiej Nagrody Filmowej w kategorii „najlepsza aktorka” za rolę w Lilja 4-ever (nagrodę tę zdobyły wtedy odtwórczynie tytułowych ról z filmu 8 kobiet François Ozona). Film ten przyniósł jej także m.in. nagrodę Złotego Żuka (Guldbagge).

## Filmografia
- 2012: Samobójcy
- 2011: Wysocki
- 2008: Bikiniarze
- 2006: Volkodav. Ostatni z rodu Szarych Psów
- 2006: Moscow Zero
- 2004: Het Zuiden
- 2004: Krucjata Bourne’a
- 2002: Lilja 4-ever
- 2001: Córki mafii